# Nicole Martin (album)
Albums de Nicole Martin
Les cœurs n'ont pas de fenêtres L'Hymne à l'amour
Nicole Martin est le 5e album studio, éponyme, de Nicole Martin, habituellement désigné sous le titre Ce serait dommage. L'album est sorti en 1975 chez Disques Campus. L’une des chansons du disque, « Oui paraît-il », est intronisée au Panthéon des Classiques de la SOCAN pour avoir été diffusée plus de 25 000 fois à la radio.

## Liste des titres
| No  | Titre                           | Paroles           | Musique               | Durée |
| --- | ------------------------------- | ----------------- | --------------------- | ----- |
| 1.  | Ce serait dommage               | Boris Bergman     | Jimmy Bond            | 3 :20 |
| 2.  | Les cœurs n'ont pas de fenêtres | Boris Bergman     | H. Mayer et G. Buschi | 3 :40 |
| 3.  | Oui paraît-il                   | Pierre Létourneau | Yves Martin           | 3 :25 |
| 4.  | Jean-François                   | Billy Bridge      | Michel Jourdan        | 2 :45 |
| 5.  | Pour que l’on s’aime            | Jean Robitaille   | Lee Gagnon            | 3 :54 |
| 6.  | Mon amour pour toi              | Carol Tremblay    | Jimmy Bond            | 4 :15 |
| 7.  | Dites-moi, dites-moi            | Carol Tremblay    | Jimmy Bond            | 4 :27 |
| 8.  | Comme il fait beau aujourd’hui  | Carol Tremblay    | Jimmy Bond            | 3 :01 |
| 9.  | Quand un amour s’en va          | Carol Tremblay    | Jimmy Bond            | 4 :43 |
| 10. | Tant pis                        | Jean Musy         | Jean Musy             | 3 :42 |

## Singles extraits de l'album
- Ce serait dommage
- Oui paraît-il
- Tant pis
- Dites-moi, dites-moi
- Pour que l’on s’aime
- Comme il fait beau aujourd’hui
- Les cœurs n'ont pas de fenêtres

## Autres informations - Crédits
- Producteurs : Yves Martin, Jimmy Bond
- Enregistrement, ingénieur du son : Pete Tessier
- Arrangements musicaux et orchestre : Jimmy Bond, Denis Lepage, Jacques Crevier
- Photographie : Daniel Poulin
- Promotion : Jean-Pierre Lecours